# 小池純子
小池 純子（こいけ じゅんこ）は日本のジャズ・ピアニスト。
確かな音楽技術を持ち、打鍵が美しくしなやかで、フレイジングが歯切れ良いと評される。

## 作品

### Danny Boy
2作目の音楽アルバム『Danny Boy』が、ジャズベーシスト安ヵ川大樹の主宰する音楽レーベルD-musicaから2010年6月に発売された。このアルバムには小池のピアノトリオによるジャズスタンダード曲を中心とした9曲が収録されていて、第4曲「サマータイム」と第5曲「ラッシュ・ライフ」および小池作曲の第6曲「JIMMY'S SMILE」の3曲ではベテランのジャズテナーサックス奏者ジミー・ヒースが加わった4人で演奏している。ピアノトリオの構成は小池のピアノの他、ベースがピーター・ワシントン、ドラムスがグレゴリー・ハッチンソンで、ワシントンとハッチンソンはニューヨークで活動しているジャズ演奏家である。収録曲は他に「ハウ・インセンシティヴ」、「MONK'S WALK」、「ダニー・ボーイ」、「アイ・ガット・リズム」、「BLUES FOR CHILDREN」、「ボディ・アンド・ソウル」で、「MONK'S WALK」と「BLUES FOR CHILDREN」は小池の自作曲、タイトル曲の「ダニー・ボーイ」はアイルランドの民謡、他の曲はジャズのスタンダード曲である。レーベル主催者の安ヵ川は小池のピアノ演奏技術を確かなものと認め、『CDジャーナル』の「ミニ・レビュー」は本アルバムにおける小池のジャズに対する姿勢を「ピュアで誠実」と評している。

## ＴＶ、ラジオ出演
- セッション '97（NHK FM）[4]
- セッション '99（NHK FM）[4]